# Rafael Maluenda Verdú
Rafael Maluenda Verdú (Monòver, 12 de juliol de 1941) és un empresari i polític valencià, diputat a les Corts Valencianes de la I a la VIII legislatures.
Estudià peritatge mercantil i direcció d'empreses. Ha estat gerent de l'empresa del marbre Carlos Tortosa SA, i principal accionista de Mármoles Seleccionados SA.
El 1977 es va afiliar a Aliança Popular; el 1979 en fou secretari al Vinalopó Mitjà, el 1982 president i el 1983 secretari provincial d'Alacant (fou autor dels estatuts d'aquesta secció). El 1986 fou expedientat pel seu propi partit per protagonitzar un enfrontament intern amb un altre sector dirigit per Juan Antonio Montesinos García i Ángel Castroviejo Calvo, que acabà imposant-se.
Ha estat diputat per la província d'Alacant a totes les legislatures des de les eleccions a les Corts Valencianes de 1983. El 1995 fou nomenat portaveu adjunt del Grup Popular a les Corts Valencianes i ha estat ponent en la reforma de l'Estatut d'Autonomia de la Comunitat Valenciana.
Fou síndic del Grup Parlamentàri Popular a finals del 2009 durant un breu període a causa de la destitució de l'anterior síndic Ricardo Costa per la implicació d'aquest en el cas Gürtel de corrupció política. Finalment, el també conseller Rafael Blasco el succeí i Maluenda passà a la vicepresidència de les Corts Valencianes. Va tornar a ocupar la vicepresidència de les Corts Valencianes des d'octubre de 2014 fins al final de la VIII legislatura.